# Игор Волк
И́гор Петро́вич Волк (роден на 12 април 1937, Змиев, Харковска област, починал на 3 януари 2017, Пловдив) е летец-космонавт на СССР, герой на Съветския съюз, заслужил летец-изпитател на СССР, президент на Международната асоциация „Земя и космонавтика“, полковник от запаса (1987).
Талантлив летец, получил право на пилотиране на всички типове самолети на въоръжение в СССР.

## Биография
Учи в средно училище № 1 в гр. Змиив и средно училище № 16 в гр. Усурийск (бивш Ворошилов), Приморски край. Завършва средно училище № 5 в гр. Курск през 1954 г.

### Военна и летателна служба
От 1954 г. е на действителна военна служба. През 1956 г. съкратено (за 2 години) завършва Кировоградското военно авиационно училище за летци. От 1956 г. служи като летец в Бакинския окръг на ПВО, летял на самолети „Ил-28“, „Ту-16“. Излиза в запаса през 1963 г. като старши лейтенант, от 1987 г. е полковник от запаса.
Общият му нальот е повече от 7000 часа, от тях в изпитателни полети над 3500 часа. От 1965 г. е летец-изпитател 4-ти клас, от 22 юли 1966 г. – 3-ти клас, от 1969 г. – 2-ри клас, от 16 ноември 1971 г. – летец-изпитател 1-ви клас, от 1984 г. – космонавт 3-ти клас.

### Работа като изпитател
През 1963 – 1965 г. минава обучение в Школата за летци-изпитатели „Летателно-изследователски институт „М. Громов“ (ЛИИ), от 1965 г. е на летателно-изпитателна работа в Летателно-изпитателния център (ЛИЦ) на ЛИИ. През 1995 – 1997 г. работи като началник на този център, заместник-началник на ЛИИ. Напуска ЛИИ на 26 февруари 2002 г.
За годините на работа е летял на всички типове съветски и руски изтребители, бомбардировачи и транспортни самолети. Особено умение проявява в сложните изпитания на различните самолети на „свредел“. Първи в света прави изпитания на поведението на самолетите на свръхкритични ъгли на атака (до 90°).
Без откъсване от основната работа през 1969 г. завършва Московския авиационен институт „Серго Орджоникидзе“.

### Космически програми
В рамките на авиационно-космическата програма „Спирал“ през май 1976 прави изпитания на дозвуковия аналог на орбиталния самолет – МиГ-105.11 (начален етап).
На 12 юли 1977 г. е включен в групата за специална подготовка по програмата „Буран“. От април 1979 г. до декември 1980 г. минава общокосмическа подготовка в ЦПК „Ю. Гагарин“, а на 12 февруари 1982 г. му е присвоена квалификация космонавт-изпитател.
От септември 1982 г. до май 1983 г. минава подготовка за космически полет в състава на основния екипажа, заедно с Леонид Кизим и Владимир Соловьов, но във връзка с изменението на програмата на полета на станцията „Салют-7“ е изваден от екипажа.
От 26 декември 1983 г. преминава подготовка за полет на космическия кораб „Союз-Т“. Извършва космически полет от 17 до 29 юли 1984 г. като космонавт-изследовател на кораба „Союз Т-12“ (екипаж: Владимир Джанибеков, Светлана Савицкая). Работи на орбиталния комплекс „Салют-7“ – „Союз Т-11“ (екипаж: Леонид Кизим, Владимир Соловьов, Олег Атков) – „Союз Т-12“. Експедицията се завръща на Земята със „Союз Т-11“. Продължителността на полета е 11 денонощия 19 часа 14 минути 36 секунди. В рамките на изпитанията след приземяването пилотирал вертолет и самолет Ту-154 и МиГ-25 по маршрута Байконур – Ахтубинск – Байконур. Главната цел на този полет е доказването на възможността на космонавта да пилотира „Буран“ след условията на безтегловност.
И. Волк е определен да бъде командир на екипажа на първия космически полет на „Буран“ (заедно с Римантас-Антанас Антано Станкявичус 26.07.1944-19.09.1990), но заради сложни политически интриги във висшите кръгове на космическата и авиационна индустрия единственият полет е извършен в автоматичен режим.
Преминава подготовка за командир на екипаж заедно с Александър Иванченков. До 1995 г. остава в състава на отряда на космонавтите.

### Обществена работа
- Депутат в Градския съвет на гр. Жуковски (1984 – 1987)
- Президент на Всесъюзната федерация по тенис на СССР (1986 – 1990)
- Президент на Федерацията на любителите на авиацията – от 1988 г.
- Член на Изпълкома на Движението на зелените – от 1989 г.
- Първи вицепрезидент на Федерацията по космонавтика на Русия, председател на Изпълкома на ФКР (2003 – 2005)

Избран е за президент на Международната асоциация „Земя и космонавтика“. Учредява в нея фондация „Деца и авиация“, чиято цел е създаване на град на бъдещето за развитие на авиацията. Волк представя този проект в Пловдив през декември 2016 г. Това посещение се оказва съдбоносно за космонавта: умира скоропостижно в Пловдив на 3 януари 2017 г.

## Награди
- Герой на Съветския съюз (29 юли 1984)[3]
- Орден „За заслуги пред Отечеството“ IV степен (11 април 1997) за заслуги пред държавата, големия принос в развитието на руската авиация и космонавтика[4]
- Орден „Ленин“ (29 юли 1984)
- Орден „Червено знаме на труда“
- Орден „Дружба между народите“